# Iodeto de amônio
Iodeto de amônio é o composto químico de fórmula NH4I. É usado em fotografia e alguns medicamentos.